# 尤金尼奥·阿吉拉
尤金尼奥·阿吉拉·冈萨雷斯·巴特雷斯(Eugenio Aguilar Gonzalez Batres，1804年—1879年) 萨尔瓦多总统(1846年2月21日至1848年2月1日)。
| 前任： 费尔明·帕拉西奥斯 (代理) | 萨尔瓦多总统 1846年—1848年 | 繼任： 托马斯·梅迪纳 (代理) |